# Radakovo
 Radakovo  falu Horvátországban Krapina-Zagorje megyében. Közigazgatásilag Kraljevec na Sutlihoz tartozik.

## Fekvése
Zágrábtól 33 km-re északnyugatra, községközpontjától  3 km-re északkeletre a Zagorje területén, a Lučelnica-patak völgyében a megye délnyugati részén fekszik.

## Története
A 15. század előtt területe csak gyéren volt lakott, határának legnagyobb részét még erdő borította. Amikor 1463-ban Bosznia területét megszállta a török az ott élők a környező országokba menekültek. Így erre a vidékre is menekülők nagy csoportjai érkeztek a ferences atyák vezetésével és megalapították új falvaikat. A radakovói Jantunušak-dombon is ekkor építették fel a ferencesek Páduai Szent Antal templomukat és kolostorukat, hogy védelmet nyújtson a török könnyűlovasság fosztogatásai ellen. A vidék birtokosai az Erdődyek birtokok adományozásával támogatták tevékenységüket. Az elszegényedett népnek csak a hite és magukkal hozott szép szokásai maradtak, melyek mára jórészt már feledésbe merültek. A 17. században a radakovói területet többször is földrengés rázta meg. Közülük a legnagyobb 1625-ben pusztított, amikor a Jantunušakon álló kolostor teljesen összedőlt. Ekkor a ferencesek Klanjecre költöztek, ahol már korábban is volt birtokuk. Ezekről az eseményekről szól az "Antunušak", egy költemény melyet a kolostorban élt költő Adalbert Pogačić írt. 
A falunak 1857-ben 676, 1910-ben 1051 lakosa volt. Trianonig Varasd vármegye Klanjeci járásához tartozott. 2001-ben 529 lakosa volt. 

## Nevezetességei
A ferences kolostor és a Páduai Szent Antal templom maradványai.

## Külső hivatkozások
Kraljevec na Sutli község hivatalos oldala